# Paliacate
Le paliacate est une pièce d'étoffe que l'on se nouait autrefois sur la tête.
Ce terme vient de Paliacate (Pulicat (en)), ville côtière d'Inde, au nord de Madras, un ancien centre textile et comptoir portugais puis néerlandais où étaient fabriquées ces étoffes.
Il n'est pas d'origine mexicaine, il ne fut confectionné dans ce pays qu'à partir de 1880, pour pallier les importations venant des Indes.